# Scott Ritter
William Scott Ritter (* 15. července 1961 Gainesville, Florida) je komentátor a spisovatel, bývalý zpravodajský důstojník námořní pěchoty Spojených států a zbrojní inspektor OSN. Během Operace Pouštní bouře působil jako mladší vojenský analytik a poté jako člen Zvláštní komise OSN (UNSCOM) dohlížející na zbraně hromadného ničení (WMD) v Iráku v letech 1991–1998, z této pozice na protest odstoupil. Později se stal kritikem války v Iráku a zahraniční politiky Spojených států na Blízkém východě. V roce 2011 byl odsouzen za opakovaný sexuální delikt s nezletilou osobou.

## Životopis
Ritter se narodil do vojenské rodiny v roce 1961 ve městě Gainesvilla na Floridě. V roce 1979 vystudoval Kaiserslautern American High School a později vysokou školu v Lancasteru. V roce 1980 sloužil v americké armádě jako vojín. Pak v květnu 1984 byl povýšen na zpravodajského důstojníka námořní pěchoty Spojených států. Sloužil v této funkci po dobu 12 let. Byl hlavním analytikem pro námořní pěchotu rychlého nasazení týkající se sovětské invaze do Afghánistánu. Ritterova akademická práce byla zaměřená na hnutí odporu v sovětské Střední Asii mezi lety 1920 a 1930. Během vojenské operace Pouštní bouře sloužil jako poradce generála Normana Schwarzkopfa. Ritter později pracoval jako bezpečnostní a vojenský poradce pro Fox News sítě. Byl ve spojení s britskou zahraniční zpravodajskou špionážní agenturou MI6.
Od roku 1991 až do roku 1998 byl zbrojním inspektorem OSN a byl pověřen najít a zničit všechny zbraně hromadného ničení v Iráku. Ritter byl mezi skupinou UNESCO a nedostal dostatečnou podporu pro svou analýzu ze strany USA a Velké Británie, později rezignoval. Po jeho odstoupení z UNESCO, pokračoval jako kritik americké politiky vůči Iráku, zejména s ohledem na problém šíření zbraní hromadného ničení.

### Zatčení a odsouzení za sexuální delikty
V červnu 2001 byl obviněn z trestného činu „pokusu o ohrožení mravní výchovy mládeže“, kdy na online chatu kontaktoval policistku v utajení, která se vydávala za šestnáctiletou dívku. Byl zatčen poté, co se dostavil na domluvenou schůzku. Obvinění bylo staženo poté, co Ritter splnil předprocesní šestiměsíční podmínku. Poté, co byla tato informace zveřejněna počátkem roku 2003, Ritter uvedl, že únik informací byl politicky motivován, aby umlčeli jeho nesouhlas s Bushovou administrativou.
Ritter byl znovu zatčen v listopadu 2009, opět kvůli komunikaci s policejní volavkou na online chatu. V průběhu videochatu se svlékl a masturboval i přesto, že údajná „Emily” opakovaně řekla, že je jí patnáct let. Ritter ve své vlastní výpovědi během procesu uvedl, že se domníval, že dívka byla dospělá a pouze hrála roli patnáctileté.
Ritter odmítl dohodu o přiznání viny a byl shledán vinným v plném rozsahu obvinění. V říjnu 2011 dostal trest odnětí svobody ve výši 1,5 – 5,5 roku ve vězení. Byl podmínečně propuštěn v září 2014.